# Xenodonta bogasoni
Xenodonta bogasoni is een slakkensoort uit de familie van de Bathysciadiidae. De wetenschappelijke naam van de soort is voor het eerst geldig gepubliceerd in 1993 door Warén.